# Dietwiller
 Dietwiller  là một xã thuộc tỉnh Haut-Rhin trong vùng Grand Est, đồng bắc Pháp. Xã này có diện tích 11,06 km², dân số năm 1999 là 1347 người. Khu vực này có độ cao trung bình 250 mét trên mực nước biển.